# 新宮駅
新宮駅（しんぐうえき）は、和歌山県新宮市徐福二丁目にある、西日本旅客鉄道（JR西日本）・東海旅客鉄道（JR東海）紀勢本線の駅である。JRの境界駅の1つ。事務管コードは▲622038。

## 概要
新宮市の代表駅であり、紀勢本線の運行上重要な役割を有する駅で、紀勢本線は当駅を境にJR西日本管轄、JR東海管轄と分かれており、両会社の境界駅となっている。またJR東海が管轄する亀山駅方は非電化区間、JR西日本が管轄する和歌山駅方が電化区間で「きのくに線」の愛称が付いており、その境界ともなっている。会社境界は下り場内信号機にある。熊野川橋梁 - 丹鶴トンネル間が線路上の境界でトンネル北口に分界標識が立っている。ただしトンネル内は非電化のため営業車両の電車は運行できない。
JR東海が運行する特急「南紀」の一部が名古屋駅から当駅を越えて紀伊勝浦駅まで運行されるが、その他は当駅を跨いで運行される列車は設定されていない。和歌山県内の駅では最東端である。

## 歴史

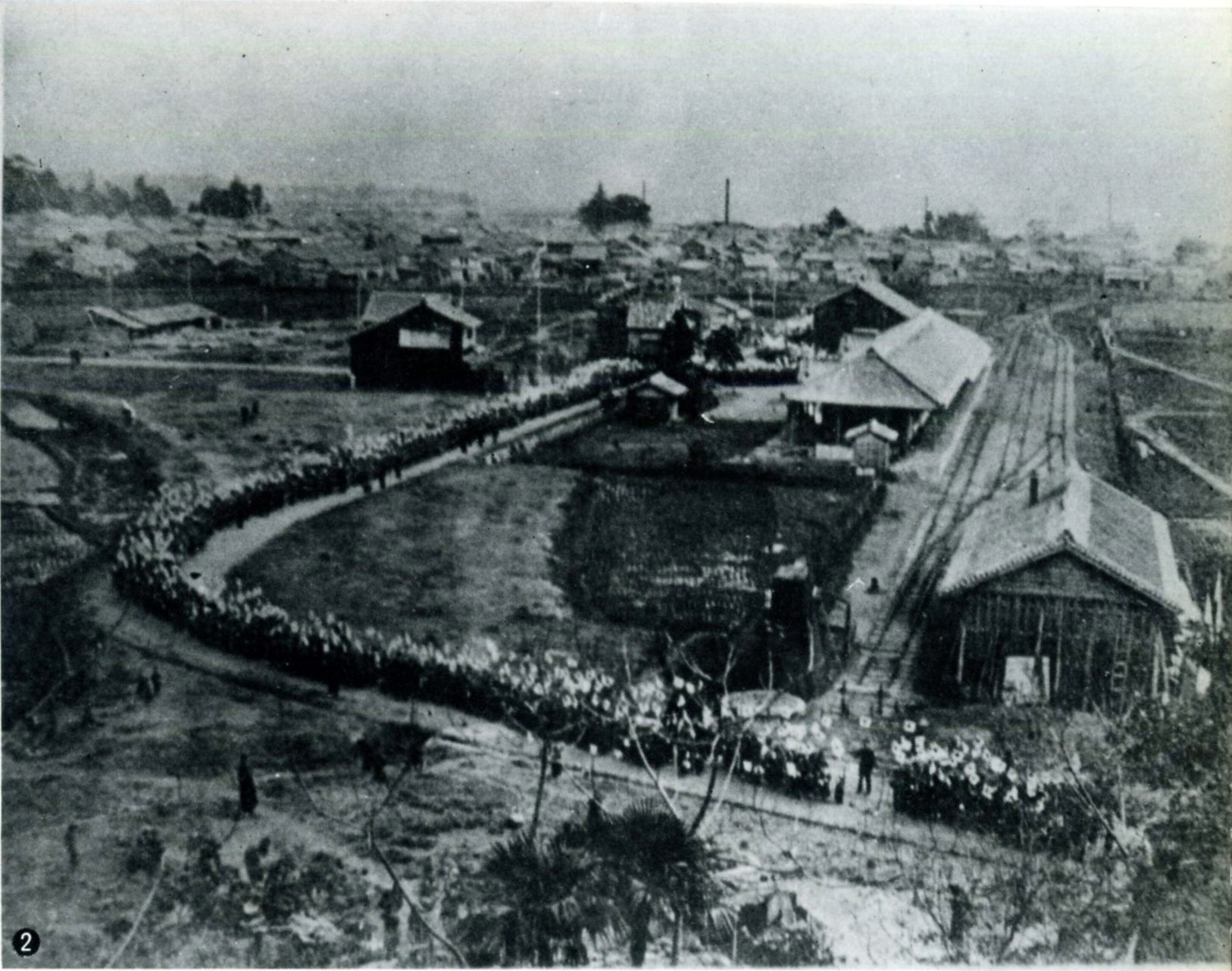
開業風景。沿線住民が日の丸の旗を振っている。

- 1913年（大正2年） 3月1日：新宮鉄道の終着駅として開設[1][4]。一般駅。当時路線は熊野地駅を経由し三輪崎駅へ至っていた。そのため当時は今とは位置が異なっており、現在地より40m程北方の熊野交通事務所付近と推定されている。
- 1934年（昭和9年） 7月1日：新宮鉄道国有化、鉄道省紀勢中線（現・紀勢本線）の駅となる[1][5]。
- 1938年（昭和13年）5月20日：現在地へ移転[1]。それに伴い、熊野地駅を経由しない新線が開通[1]。旧線の一部は当駅 - 熊野地駅間を結ぶ貨物支線へ転用された[1]。
- 1940年（昭和15年）：線路名称改定。紀勢中線が紀勢西線へ編入、同線の駅となる。同時に紀勢西線当駅 - 紀伊木本駅間延伸[1][6]。
- 1951年（昭和26年）1月21日：駅小荷物室より出火。木造2階建て950坪の2代目駅舎焼失[7][8]。
- 1952年（昭和27年）
  - 3月5日：3代目駅舎工事着工[9]。
  - 12月12日：3代目現駅舎竣工[9]。
- 1959年（昭和34年）7月15日：線路名称再改定。紀勢西線が紀勢本線へ編入、同線の駅となる[1]。
- 1977年（昭和52年）4月16日：昭和天皇・香淳皇后が第28回全国植樹祭開催に合わせ県内を行幸啓。名古屋駅発当駅行、当駅発那智駅行お召し列車運行[10]。
- 1982年（昭和57年）11月15日：貨物支線当駅 - 熊野地駅間廃止[1]。
- 1986年（昭和61年）11月1日：貨物取扱廃止（旅客駅化）[11]。
- 1987年（昭和62年）4月1日：国鉄分割民営化により、JR西日本・JR東海の駅となる[1]。なお、駅業務はJR西日本に引継ぎ[11]。
- 2010年（平成22年）6月1日：支社直轄に伴い、それまでの新宮鉄道部管轄から管理駅となる（管理範囲：新宮駅 - 見老津駅間）。
- 2016年（平成28年）12月17日：ICカード「ICOCA」が利用可能となる[12]。
- 2020年（令和2年）10月31日：キヨスク営業終了。
- 2021年（令和3年）
  - 5月19日：みどりの窓口営業終了[13]。
  - 5月20日：みどりの券売機プラス導入[13]。
  - 5月31日：「パーク&ライド」営業終了。

## 駅構造
単式ホーム1面1線と島式ホーム1面2線、計2面3線を有する列車交換・折返し可能な地上駅。他に多くの側線を備える。単式ホームに接して駅舎があり、両ホームは地下道で連絡している。
駅の3番線側には側線があり紀勢本線を走るJR西日本やJR東海列車が留置される。1番線、一番三輪崎駅寄り脇にはJR西日本新宮鉄道部があったが2010年に新宮列車区と部署名が改称され、支社直轄となった。
駅舎は1952年竣工、鉄筋コンクリート造り886㎡の建築物である。この駅舎は3代目で、前年に2代目駅舎が火災に伴い、焼失したため、新しく建てられたものになっている。駅舎は2階建てだが、待合所や改札部分等殆どが吹抜けとなっている。駅舎には自動券売機・みどりの券売機・みどりの券売機プラスが設置されている。「こども110番の駅」にも指定されている。キヨスクは2020年10月31日に閉店した。
管理駅長が配置された直営駅。管理駅として当駅 - 見老津駅間の各駅を管轄している。トイレは改札内・外にそれぞれ設置されている。

### のりば
| のりば | 路線                   | 行先                                   | 備考                               |
| ------ | ---------------------- | -------------------------------------- | ---------------------------------- |
| 1      | きのくに線（紀勢本線） | 紀伊勝浦・紀伊田辺・和歌山・新大阪方面 | 「くろしお」は主にこのホームへ発着 |
| 2・3   | きのくに線（紀勢本線） | 紀伊勝浦・紀伊田辺・和歌山・新大阪方面 | 一部の特急含む                     |
| 2・3   | ■紀勢本線              | 熊野市・松阪・名古屋方面               |                                    |

- 上表路線名は旅客案内上の名称（「きのくに線」は愛称）で表記している。

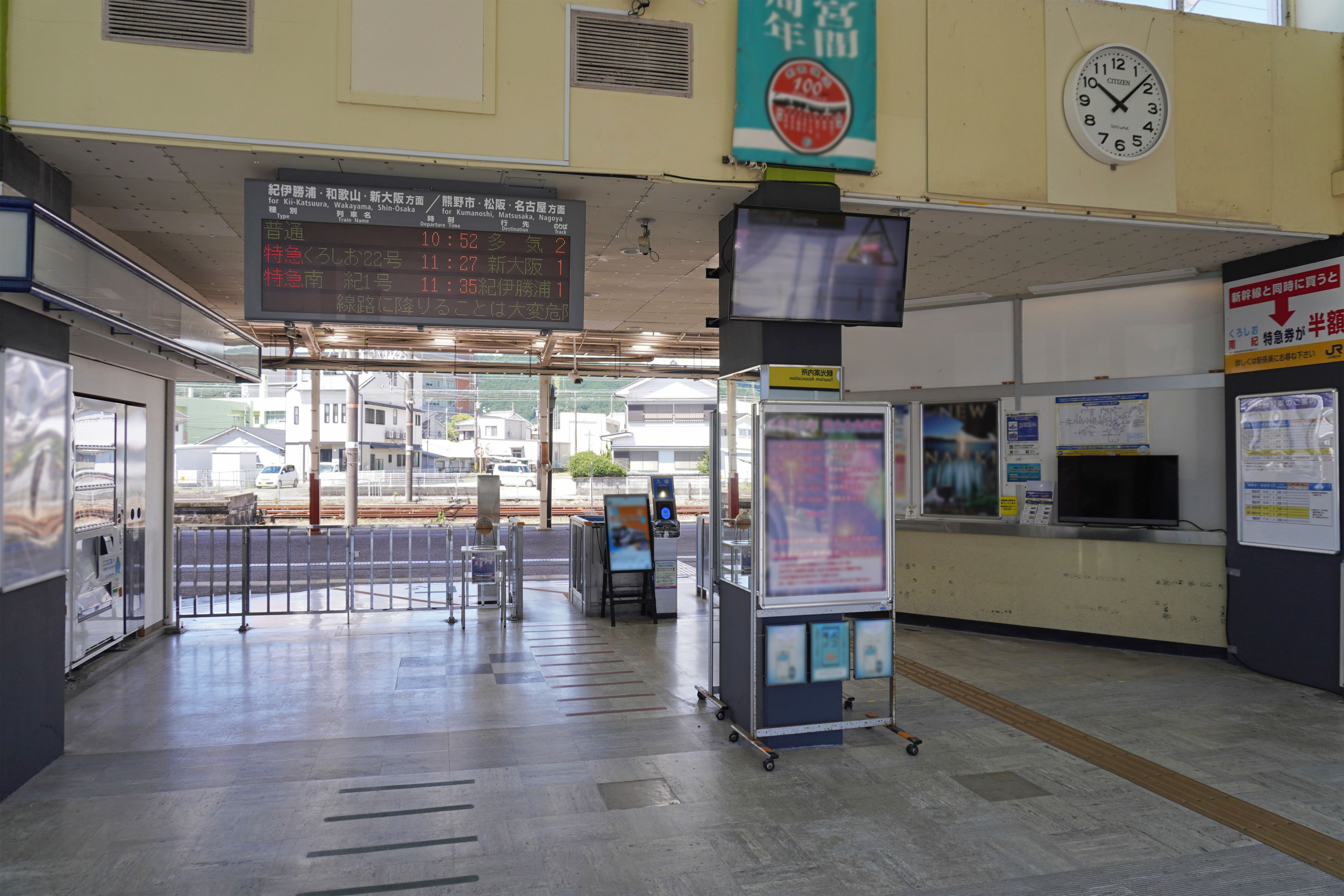
改札口（2023年7月）
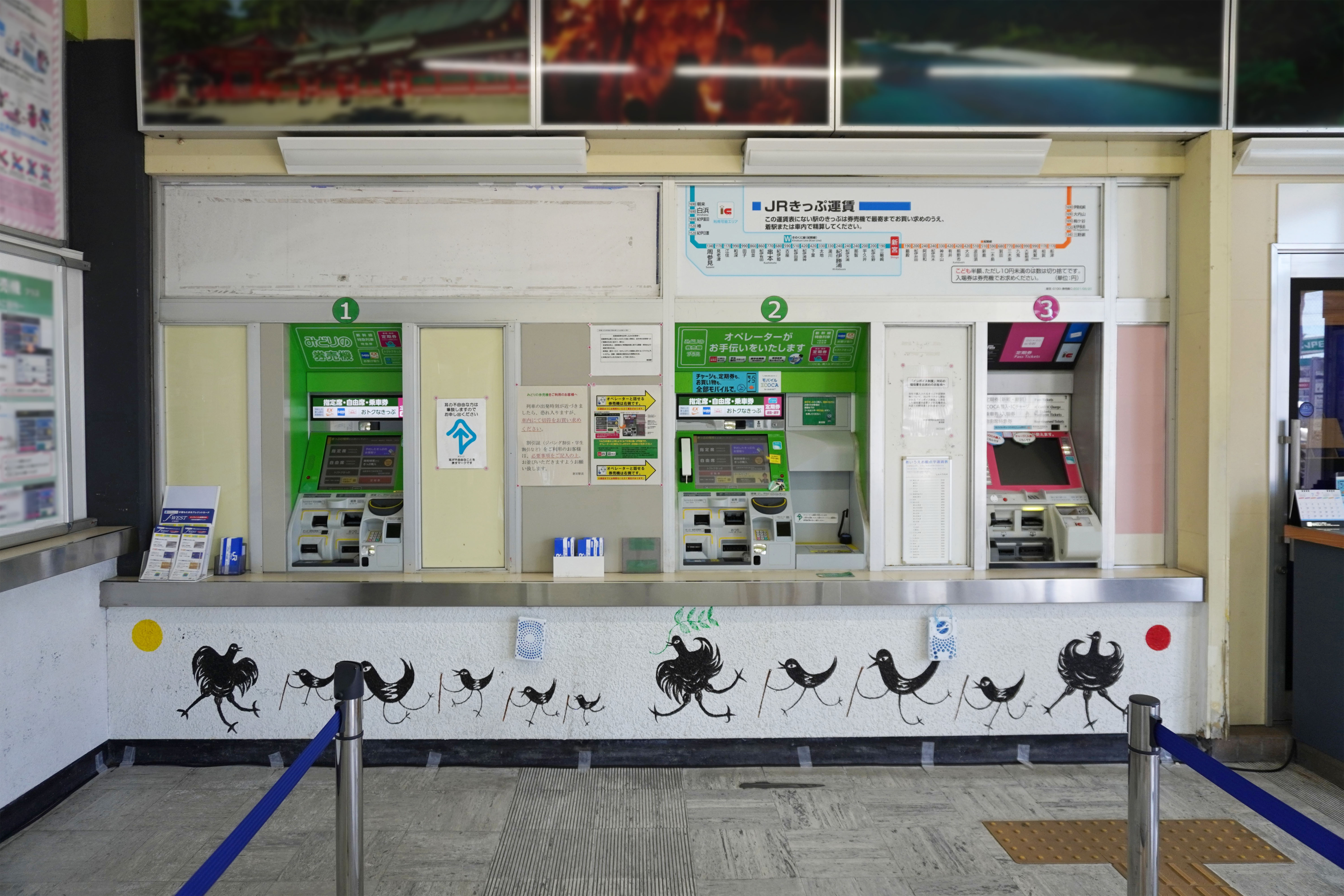
自動券売機（2023年7月）
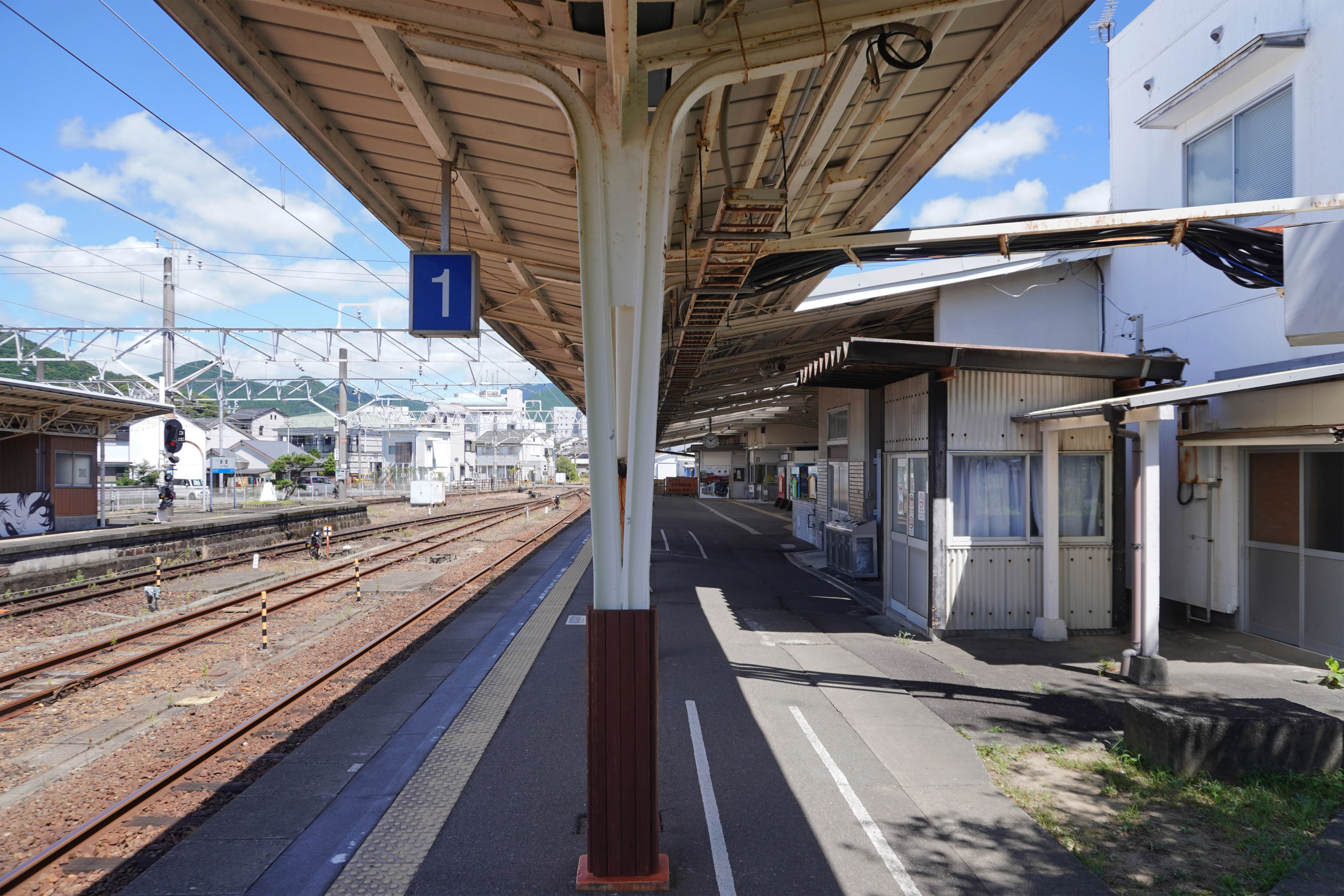
1番のりばホーム（2023年7月）
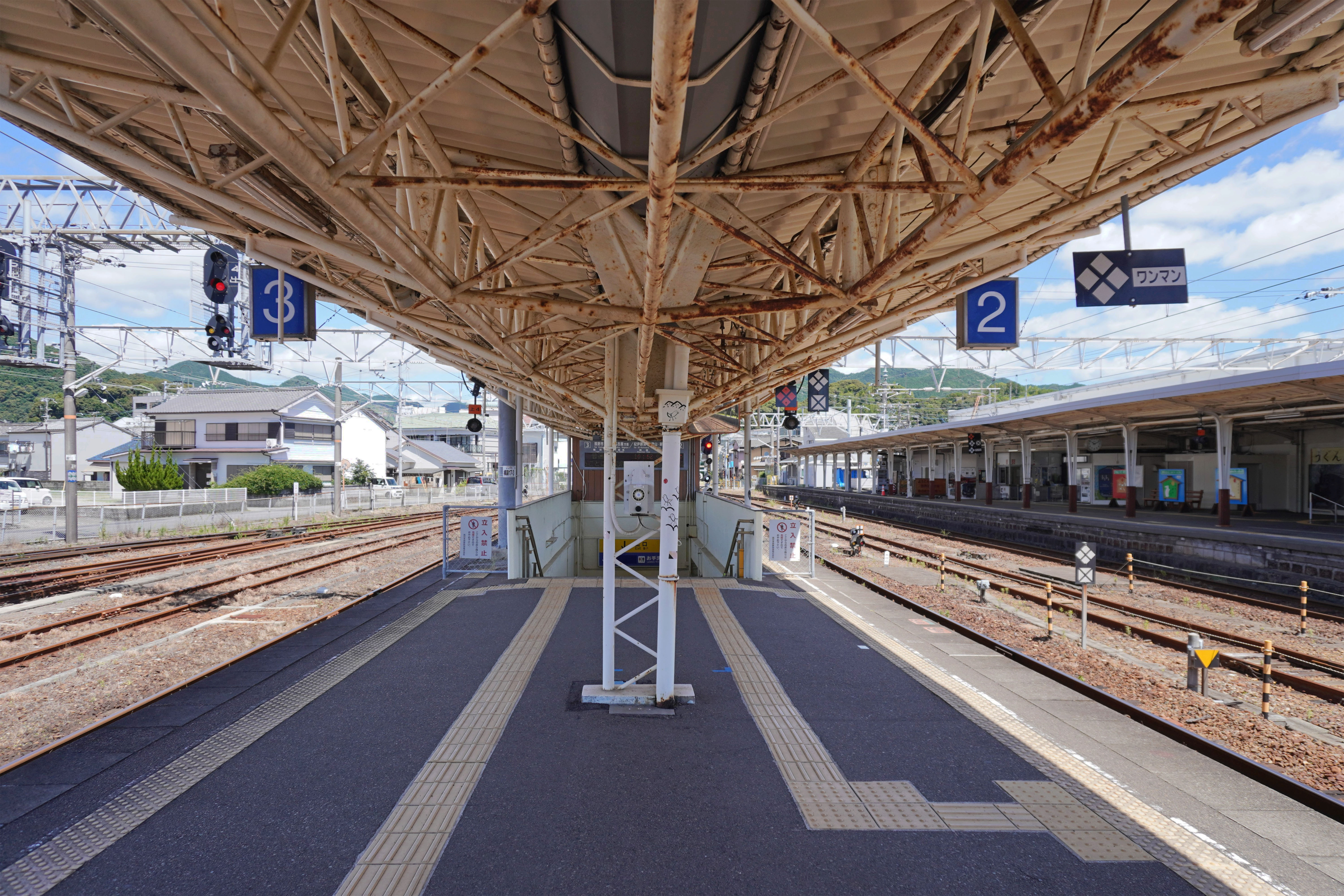
2・3番のりばホーム（2023年7月）
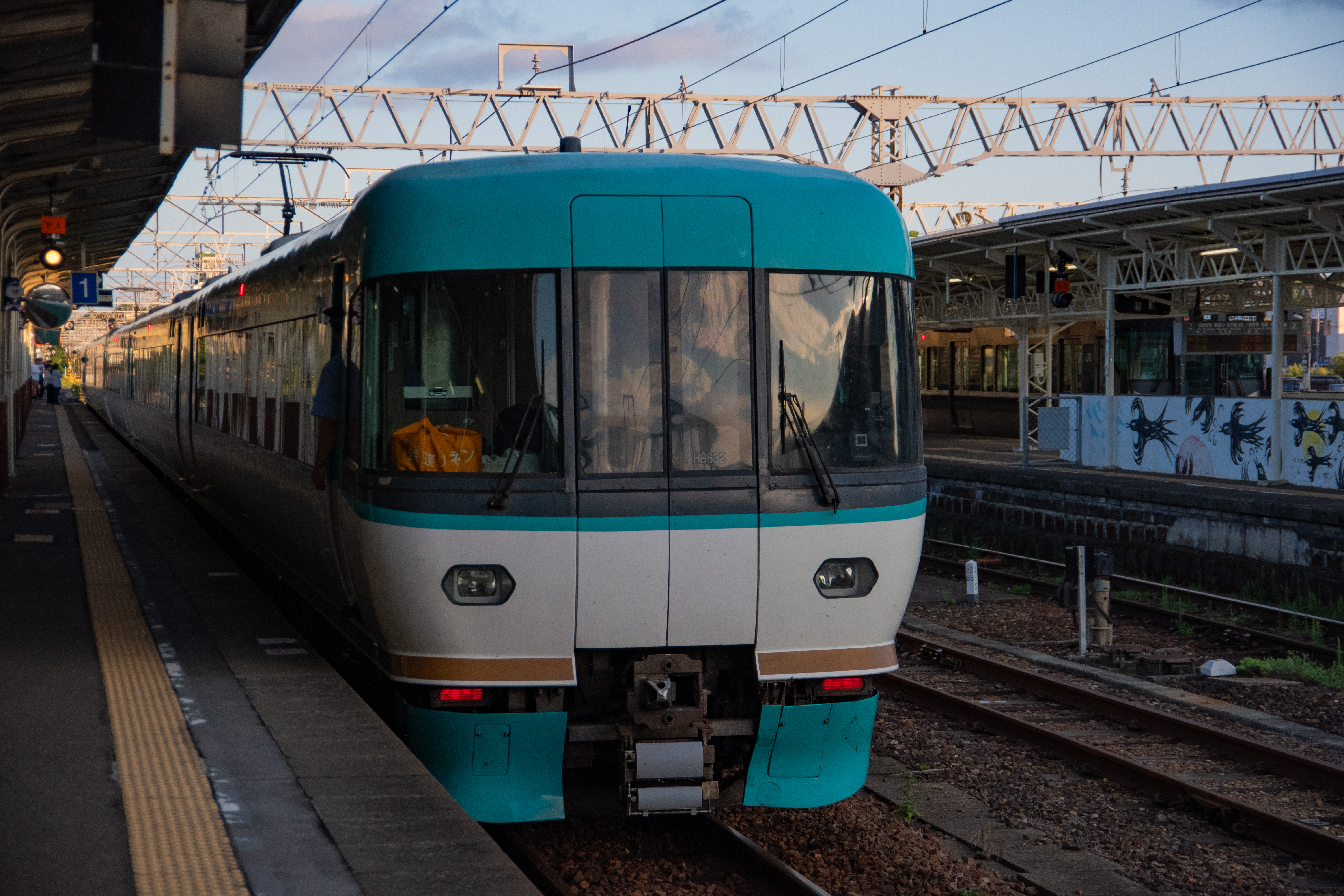
1番線に停車する、283系特急「くろしお」(2024年8月)

## 駅弁
丸新により、めはりずしや「くじら弁当」等の駅弁が販売されていたが、現在は販売されていない。

## 利用状況
近年の1日平均乗車人員の推移は以下の通り。
| 年度   | 1日平均 乗車人員 |
| ------ | ---------------- |
| 1998年 | 2,007            |
| 1999年 | 1,963            |
| 2000年 | 1,755            |
| 2001年 | 1,700            |
| 2002年 | 1,541            |
| 2003年 | 1,447            |
| 2004年 | 1,393            |
| 2005年 | 1,382            |
| 2006年 | 1,355            |
| 2007年 | 1,285            |
| 2008年 | 1,213            |
| 2009年 | 1,115            |
| 2010年 | 1,097            |
| 2011年 | 958              |
| 2012年 | 1,046            |
| 2013年 | 1,069            |
| 2014年 | 1,052            |
| 2015年 | 1,036            |
| 2016年 | 972              |
| 2017年 | 959              |
| 2018年 | 979              |
| 2019年 | 920              |
| 2020年 | 703              |
| 2021年 | 802              |
| 2022年 | 763              |

## 駅周辺
駅周辺は新宮中心部で市役所等も近い。当駅を中心として新宮市街地が広がっており、新宮の主な観光地も当駅から徒歩圏内に位置する。
駅前広場一角には日本で最初に口語唱歌を作詞した、新宮市出身の東くめの『鳩ぽっぽ』歌碑がある。

### 名所・観光施設等
- 徐福公園
- 新宮城
- 新宮市立歴史民俗資料館
- 浮島の森
- 西村記念館
- 熊野川

### 官公庁・公共施設
- 大阪国税局新宮税務署
- 和歌山労働局新宮労働基準監督署
- 新宮公共職業安定所
- 和歌山家庭裁判所新宮支部
- 和歌山地方裁判所新宮支部
- 和歌山地方裁判所新宮簡易裁判所
- 和歌山地方検察庁新宮支部
- 和歌山地方検察庁新宮区検察庁
- 和歌山地方法務局新宮支局
- 和歌山刑務所新宮拘置支所
- 熊野自然保護官事務所
- 和歌山県東牟婁振興局
- 新宮市役所
- 新宮市立図書館
- 新宮警察署新宮駅前交番

### 教育施設
- 新宮市立王子ヶ浜小学校
- 新宮市立神倉小学校
- 新宮市立城南中学校
- 新宮市立緑丘中学校

### その他施設等
- 新宮郵便局
- 新宮中央通郵便局
- 熊野地郵便局
- 新宮信用金庫 本店
- オークワ 新宮駅前店
- イオン新宮店

## バス路線
周辺地域の公共交通機関の結節点となっており、駅前広場には待合室や各方面へのバス切符発券所を併設するバスターミナルがあり、2階には熊野御坊南海バス本社が入る。
名古屋方面、東京方面等の高速道路を経由する長距離路線は、駅前広場を回り込んだ三重交通新宮事務所前にある高速バスのりばより発着する。
- 1番のりば 紀伊勝浦駅方面の熊野御坊南海バスが出発する
- 2番のりば 本宮大社前方面の熊野御坊南海バスが出発する
- 3番のりば 熊野市駅方面の三重交通、紀宝町民バスが出発する
- 4番のりば 新宮市内路線や近大新宮高校前、一部の紀伊勝浦駅方面の熊野御坊南海バスが出発する
- 5番のりば 熊野御坊南海バスの白浜空港リムジンバス、明光バスの快速熊野古道号、奈良交通の八木新宮線が出発する
- 高速バスのりば 三重交通の名古屋方面高速バスと三重交通、西武観光バス東京方面夜行高速バスが出発する

- 奈良交通
  - 特急バス 八木新宮特急バス - 大和八木駅

- 熊野御坊南海バス
  - 白浜空港リムジンバス - 南紀白浜空港
  - 新勝線 - 紀伊勝浦駅 / 近大新宮高校前
  - 川丈線 - 本宮大社前
  - 松山高田線 - 高田
  - 市内線

- 三重交通
  - 熊野新宮線 - 鬼ヶ城 / 大又大久保
  - 名古屋南紀高速線 - 名古屋（名鉄バスセンター）
  - 夜行高速バス - 横浜・東京・池袋・大宮

- 明光バス
  - 快速熊野古道号 - 南紀白浜空港

- 紀宝町町民バス
  - 相野谷線 - 上桐原

西日本ジェイアールバスが五新線（新宮 - 熊野本宮 - 七色、奈良交通・熊野交通と一部乗車券共通扱い）を運行していたが、2002年3月に廃止された。

## その他
駅及び路線に関して
- 以前和歌山線五条駅と当駅を結ぶ構想があった。
- 2022年3月31日まで、特急を利用すると1日目の駐車料金が無料になるパーク&ライドを実施したことがあった（※1日3台限定）。
- 2011年3月11日までは和歌山方面の始発は5時30分前後、終着は24時過ぎだった。なお、2022年3月改正時点では和歌山方面始発は6時30分頃、終着は23時50分頃となったため、日を跨いで運行する列車は無くなった（※前記列車は全て特急）。
- 1988年3月13日には、5時台に臨時特急が設定されたことがあった[18]。

ロケ撮影
- 1984年8月に公開された、映画『ときめき海岸物語』のラストシーンは2番のりばで撮影された。「急行紀州[注釈 2]に乗車し、湘南で開催されるサーフィン大会へ向かう山口隆明（演：鶴見辰吾）を杉本春江（演：富田靖子）らが見送る」という内容だった。
- 1993年に放映された、チョーヤ梅酒ウメッシュのテレビCMは1番のりばに隣接する改札口で撮影された。「工藤夕貴がきっぷを出そうとしたが、それが見つからず、大量のウメッシュが出た後苦笑いする」という内容だった[注釈 3]。

## ギャラリー

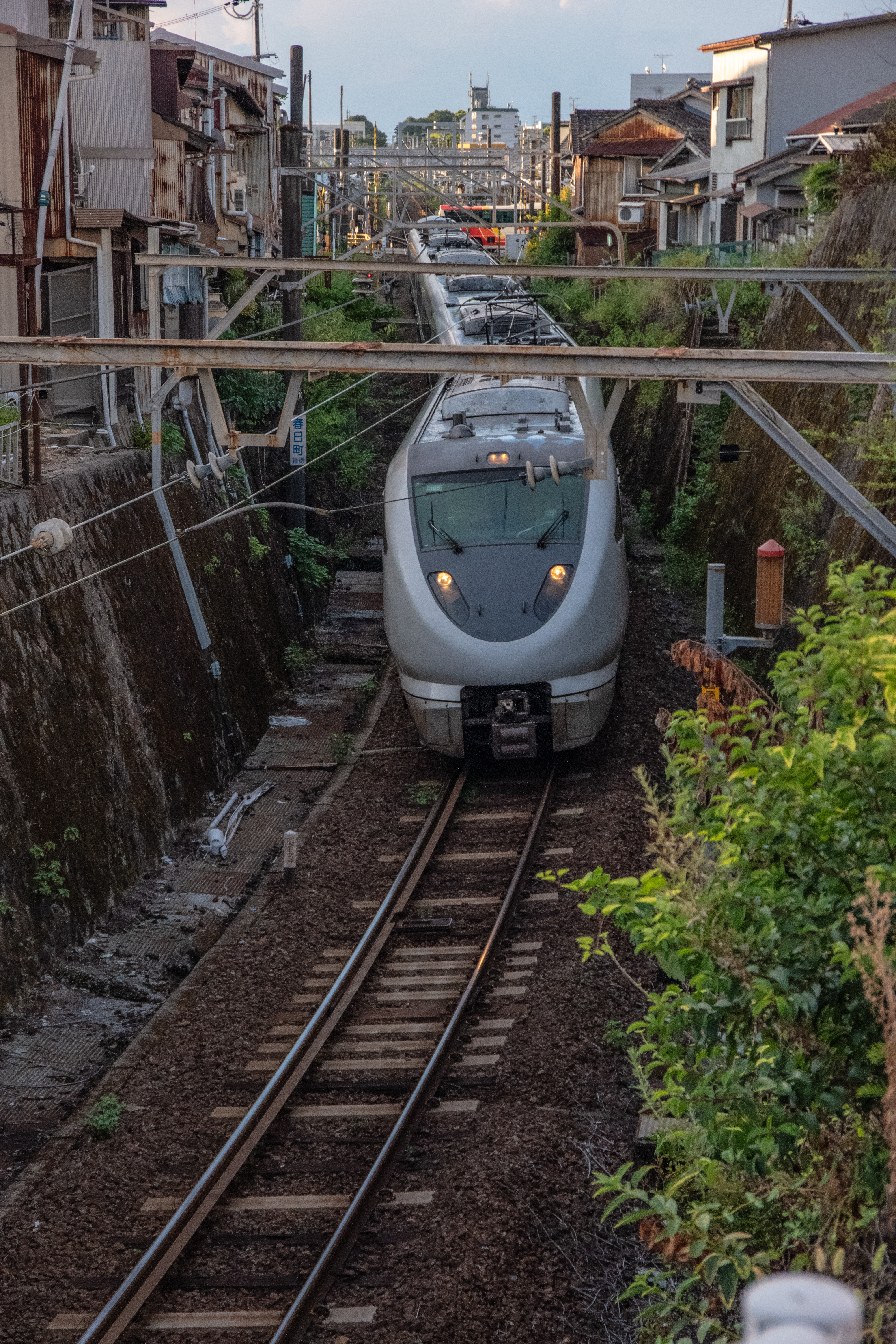
新宮駅構内にて入れ替え作業を行う、289系「くろしお」

## 隣の駅
※特急「くろしお」・「南紀」（「くろしお」は三輪崎方のみの運転）の隣の停車駅は各列車記事を参照。
西日本旅客鉄道（JR西日本）
 きのくに線（紀勢本線）
新宮駅 - 三輪崎駅
東海旅客鉄道（JR東海）
■紀勢本線
鵜殿駅 - 新宮駅

### かつて存在した路線
日本国有鉄道
紀勢本線貨物支線（1938年までの紀勢中線旧線）
新宮駅 - 熊野地駅